# 펠릭스 페레스 마르코스
펠릭스 페레스 마르코스(스페인어: Félix Pérez Marcos; 1901년 6월 13일, 마드리드 주 마드리드 ~ 1983년 9월 12일, 마드리드 주 마드리드)는 스페인의 전 축구 선수로, 현역 시절 미드필더로 활약했다. 그는 스페인 선수단 일원으로 1924년 하계 올림픽에 참가했으나 출전하지 못했고, 1927년이 되어서야 국가대표팀 경기를 출전했다.